# 드웨인 웨이드
드웨인 타이론 웨이드(영어: Dwyane Tyrone Wade, 1982년 1월 17일~)는 미국의 은퇴한 농구 선수로 포지션은 슈팅 가드이다. 전미 농구 협회(NBA)의 마이애미 히트에서 대부분의 선수 생활을 보냈다. 선수로 활동할 동안 NBA에서 3회 우승했고, NBA 올스타 13회, 올NBA 팀 8회, NBA 올디펜시브팀 3회 선정되었다. 또한 마이애미 히트 최다 경기 출전, 최다 득점, 최다 어시스트, 최다 스틸 기록을 세웠다.
마케트 대학교의 농구팀인 마케트 골든 이글스에서 성공적인 경력을 쌓았으며, 2003년 NBA 드래프트에서 전체 5순위로 마이애미 히트에 지명되었다. 이후 개인 3번째 NBA 시즌에서 마이애미를 이끌고 팀 역사상 최초로 파이널 우승을 이뤄냈으며, NBA 파이널 MVP로 선정되었다. 이후 2008년 하계 올림픽에 미국 농구 국가대표팀 선수로 참가하여 "리딤팀"을 이끌고 금메달 획득에 기여했다. 2008-09 시즌에서는 리그 최다 수준 득점을 일궈내며 NBA 올해의 득점왕이 되었으며, 2010년 NBA 올스타전에서는 MVP로 선정되었다. 이후 2011년부터 2014년까지 르브론 제임스와 크리스 보시와 함께 마이애미를 4회 연속으로 NBA 파이널로 이끌었고, 2012년 시즌과 2013년 시즌 연속으로 우승을 차지했다. 이후 시카고 불스와 클리블랜드 캐벌리어스에서 선수 생활을 했고, 2018년에 다시 마이애미 히트로 돌아와 2019년에 은퇴할 때까지 뛰었다.

## 출연 작품
- 피어리스 (2020) - 프라이빗 웨이드 역 (목소리)

## 같이 보기
- 올림픽 농구 메달리스트 목록